# 쥐단역
쥐단역은 가오슝 첩운 홍선의 1역이다.

## 역 구조

### 승강장
| 지면     | 출입구                              | 출입구                                       |
| 지하 1층 | 승강장                              | 출입구                                       |
| 지하 1층 | 승강장                              | 화장실                                       |
| 지하 2층 | 1호 플랫폼                          | ←가오슝 첩운 홍선 샤오강방면（아우찌디 역）  |
| 지하 2층 | 플랫폼，문의 왼쪽 / 오른쪽 열립니다 |                                              |
| 지하 2층 | 2호 플랫폼                          | 가오슝 첩운 홍선 남강산방면（생태 공원 역）→ |

## 역 출입구

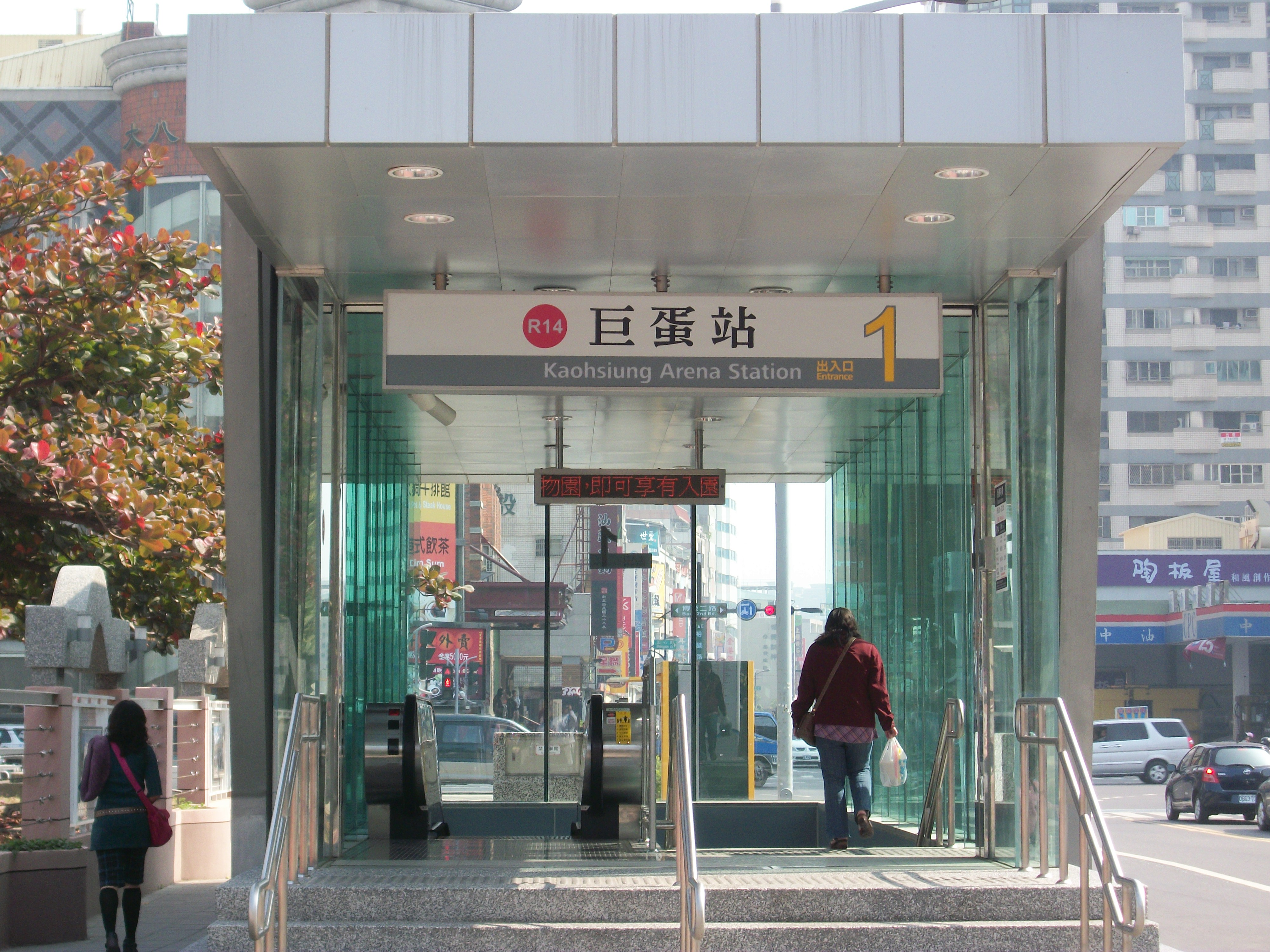
1번 출입구

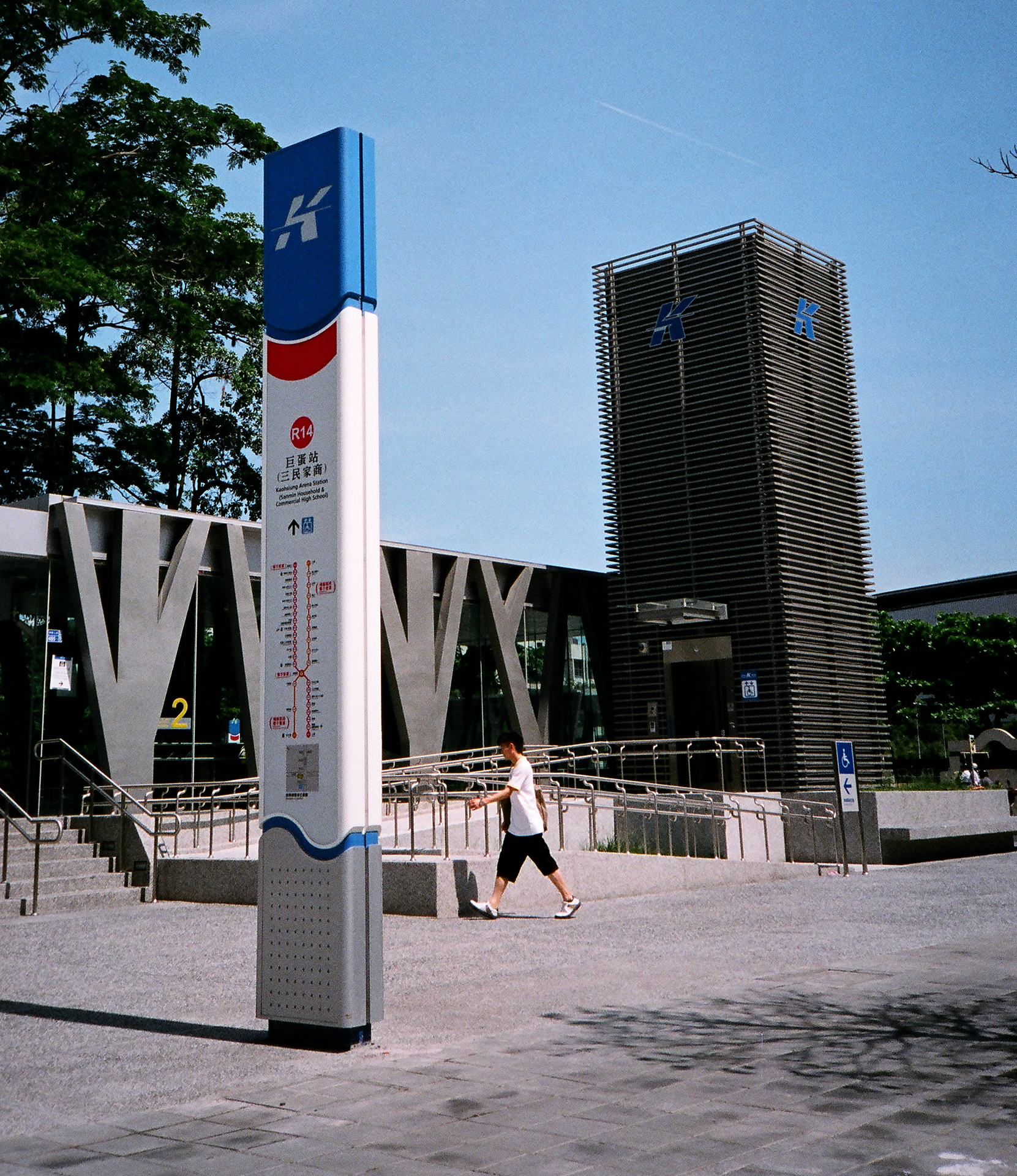
2번 출입구

역의 남쪽 끝에 위치한 출입구1,2，역의 북쪽 끝에 위치한 출입구3,4,5，접근성엘리베이터에 위치한 출입구2입니다.
- 출입구1：산민지아씨앙
- 출입구2：밍센공원
- 출입구3：산민지아씨앙
- 출입구4：다바허텔
- 출입구5：가오슝 아레나，한사안 아레나